# Roda-livre
A roda-livre é um rolamento dentado ou liso para acionar um dispositivo que torna possível o funcionamento de equipamentos rolantes. A roda livre permite convertermos um movimento linear em movimento rotativo sendo um mecanismo para desligar a roda de seu eixo motriz, desengata automaticamente quando o eixo movido girar mais rápido que o eixo motriz. São montadas em equipamentos que possuem dois ou mais acionamentos.

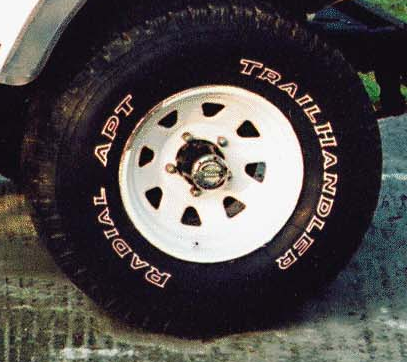
Roda de Jeep com roda-livre

É encontrada principalmente nos eixos dianteiros de veículos 4x4 Sua finalidade é reduzir o desgaste dos componentes mecânicos (eixo diferencial e cardan) quando o sistema de tração 4x4 não está acionado, bem como reduzir o consumo de combustível.
Outro uso bastante comum das rodas-livres é no cubo traseiro das rodas das bicicletas. Caso não existissem, o ciclista era obrigado a pedalar mesmo em situações onde não haveria necessidade, como a descida de uma rampa, por exemplo.

## Roda livre - uso automobilístico
Quanto à sua forma de acionamento, as rodas-livres podem ser do tipo automático, ou manual.
A forma mais comum de roda-livre automática é baseada em um mecanismo de catraca (por exemplo, o cubo da roda traseira da bicicleta),  onde o sentido do movimento do eixo determina o acoplamento deste ao cubo da roda. Caso a roda gire mais rápido que seu eixo, ou o eixo gire em sentido contrário, a catraca é destravada, e o eixo é desacoplado do cubo.
Outro sistema automático é o de acionamento à vácuo, onde uma fonte de vácuo é acoplado ao cubo da roda, onde aciona uma membrana encarregada de engrenar o cubo ao eixo motriz. Com a entrada de ar, ao se desligar a fonte de vácuo, uma mola se encarrega de desengrenar o cubo do eixo.
No sistema manual, é necessário a intervenção de um operador para seu acionamento, que deve acionar uma alavanca, ou no caso de rodas-livres de veículos off-road, girar uma roldana seletora para o travamento do mecanismo.

## Roda livre - uso industrial
Definição - rolamento dentado ou liso para acionar um dispositivo que torna possível o funcionamento de equipamentos rolantes. A roda-livre permite converter um movimento linear em movimento rotativo, sendo este um mecanismo para desligar a roda de seu eixo motriz, desengatar automaticamente quando o eixo movido girar mais rápido que o eixo motriz.
Aplicação - montadas em equipamentos que possuem dois ou mais acionamentos.